# Rick Davies

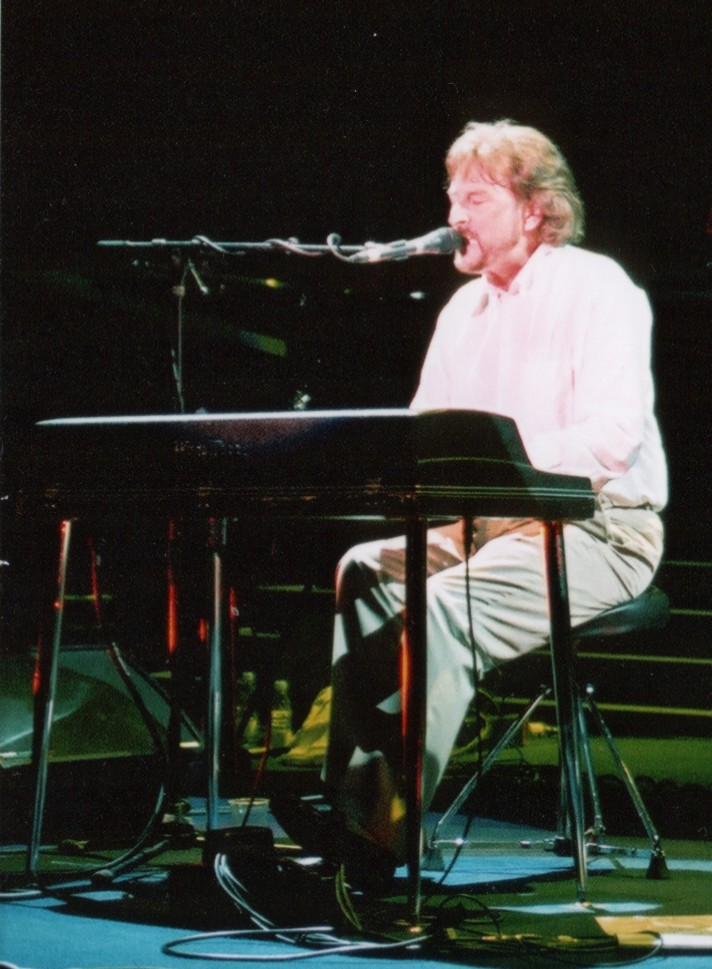
Rick Davies beim Supertramp-Konzert im Kulturpalast Dresden (Deutschland; 2002)

Rick Davies (* 22. Juli 1944 als Richard Davies in Swindon, Wiltshire, Süd-England) ist ein britischer Musiker und Songschreiber, der neben Roger Hodgson als Gründer, Sänger und Komponist der Rockband Supertramp bekannt wurde und seit deren Bestehen einziges dauerhaftes Mitglied ist.

## Leben
Rick Davies, Sohn einer Friseurin und eines Seemanns, sammelte bereits mit zwölf Jahren musikalische Erfahrungen als Schlagzeuger einer Band. Doch schon bald stieg er auf Keyboards um und gründete 1962 seine erste Band Ricks Blues. Der Drummer dieser Band war der spätere Popstar Gilbert O’Sullivan (Get Down). 1966 bis 1968 war Davies Mitglied der Band The Lonely Ones.
1969 lernte Davies während eines Auftritts mit der Band The Joint den holländischen Millionär Stanley August Miesegaes, genannt Sam, kennen. Dieser ermutigte ihn, eine eigene Band zu gründen, und unterstützte Davies finanziell. Dieser fand über eine Zeitungsannonce im Melody Maker die Musiker Roger Hodgson, Richard Palmer-James und Keith Baker, mit denen er die Band Daddy gründete. Nach ersten Auftritten im Münchner PN-Club wurde die Band in Supertramp umbenannt.
1973 war Davies als Schlagzeuger mit Roger Hodgson am Bass und an der Gitarre Gastmusiker bei den Aufnahmen von vier Liedern des Albums You & Me von Chick Churchill (Ten Years After).
Nach anfänglichen Misserfolgen und diversen Umbesetzungen kam Supertramp mit ihrem dritten Album Crime of the Century (1974) zu großem kommerziellem Erfolg und veröffentlichte unter anderem das Megaseller-Album Breakfast in America (1979).
Davies spielt Wurlitzer Electric Pianos sowie Flügel und in manchen Liedern Hammondorgel als Begleitung zu den von Roger Hodgson geschriebenen Liedern. Sein Bariton und gelegentlicher Falsettgesang, etwa bei Goodbye Stranger, ergänzte die charakteristische Tenorstimme Hodgsons. Nachdem Hodgson die Band 1983 verlassen hatte, blieb Davies als alleiniger Leadsänger die Stimme von Supertramp. Zu seinen bekanntesten Kompositionen zählen Bloody Well Right, Crime Of The Century, Ain't Nobody but Me, From Now On, Goodbye Stranger, My Kind Of Lady, Cannonball und You Win, I Lose (hier chronologisch geordnet), die alle aus Supertramp-Alben stammen. Aufgrund vertraglicher Vereinbarungen wurden bis zu Hodgsons Ausstieg allerdings alle Kompositionen als Gemeinschaftswerke der beiden verzeichnet.
1977 heiratete Davies Sue, die seit 1984 auch Managerin der Gruppe Supertramp ist.
Im Jahr 1988 löste Davies die Band bis auf weiteres auf. Während der Arbeiten an seinem geplanten ersten Soloalbum im Jahr 1996 formierte er die Band neu und brachte stattdessen 1997 mit Some Things Never Change das zehnte Supertramp-Studioalbum und 2000 mit It Was the Best of Times ein Livealbum heraus. 2002 veröffentlichte die Band mit Slow Motion das elfte Studioalbum, und Davies war mit der Band auf Tour.
Nach erneuter Pause von acht Jahren tourte Davies im Jahr 2010 zum 40-jährigen Bandjubiläum mit Supertramp durch Europa und gab dabei das Jubiläums-Konzert zur 1000. Show der Gruppe. Die Tournee wurde 2011 in Kanada und Frankreich fortgesetzt.
Am 4. August 2015 gab das Management von Davies bekannt, dass er an Krebs erkrankt sei.
Im Jahr 2018 sagte Davies, dass er seine gesundheitlichen Probleme größtenteils überwunden habe und gerne wieder Musik spiele, was er 2016, als er in ärztlicher Behandlung war, nicht konnte. Er trat am 28. und 29. August 2018 mit ein paar Supertramp-Mitgliedern (darunter Carl Verheyen und Mark Hart) als Ricky and The Rockets im Stephen Talkhouse in Amagansett, einer auf Long Island liegenden Siedlung in East Hampton (USA), auf; sie spielten unter anderem die Supertramp-Lieder Downstream und From Now On. Einige Bandmitglieder, die nach langen Supertramp-Konzerten zu aufgedreht waren, um schlafen zu gehen, gaben bereits seit 1985 unter diesem Bandnamen zwar vorher meist geplante aber generell unangekündigte After-Hour-Gigs in einer Hotelbar oder in einem Club. Sie spielten die Musik, welche die Band beeinflusste: Blues und Jazz. Am 30. November 2019 trat Davies unter selbem Bandnamen erneut in Amagansett auf, diesmal zusammen mit G. E. Smith und Mike Reilly. Am 10. Juni 2022 traten Ricky and The Rockets wiederum im Stephen Talkhouse auf; sie boten unter anderem die Supertramp-Lieder Bloody Well Right, From Now On und Goldrush dar. An selber Stelle folgte ein Auftritt am 12. Oktober 2024; sie spielten zum Beispiel Forever, Bloody Well Right, You Started Laughing, Downstream, From Now On und Still in Love. Außerdem präsentierten sie die Bluessongs Don't You Lie to Me, von Tampa Red, Hoochie Coochie Man, I Just Want To Make Love To You und Seventh Son – alle drei von Willie Dixon – sowie Got My Mojo Working, das insbesondere durch die Version von Muddy Waters bekannt wurde.